# Pełnia nad głowami
Pełnia nad głowami – polska komedia obyczajowa z 1974 roku w reżyserii Andrzeja Czekalskiego.

## Fabuła
W małym miasteczku wybucha spór o wiatrak między przewodniczącym Narodowej Rady Miejskiej a jego bratem księdzem. Spór przeradza się w bójkę między adwersarzami i doprowadza do zniszczenia wiatraka. Wtedy z ruiny pojawia się diabeł. Nikt nie wie, co z nim zrobić. Diabeł zostaje aresztowany przez komendanta MO, ale to nie rozwiązuje problemu.

## Główne role
- Franciszek Pieczka – Andrzej, przewodniczący MRN
- Zygmunt Malawski – ksiądz Tadeusz, brat Andrzeja
- Kazimierz Witkiewicz – komendant MO
- Marian Opania – Frączak, zastępca przewodniczącego
- Ludwik Benoit – artysta ludowy Rzęsa
- Stanisław Marian Kamiński – inwalida Stasiak

## Produkcja
Zdjęcia kręcono w Skoczowie.